# 背隙
背隙（backlash）是機械工程名稱，有时又被称作空程差或者回程差，是二個工件結合時的間隙，可以定義為「機械系統中，在維持下一個零件靜止不動的條件下，一零件往一方向移動或旋轉的最大位移或是旋轉量。」p. 1-8。背隙是一種機械上的死區。例如在齿轮及齿轮組中就有背隙，是相嚙合的齒輪齒和齒之間的間隙。若齿轮先順時針旋轉，再以逆時針旋轉，剛開始逆時針旋轉時，相嚙合的齒輪不會旋轉，要等旋轉一個小角度後才會旋轉。像在火車調頭時，铁路连接器也會因為其背隙而發出聲音，另一個例子是氣門機構的梃杆，需維持一小段背隙才可以正常動作。

上方齿轮帶著下齿轮轉動，兩齿轮咬合齿左方的空隙即為背隙

有些應用不希望背隙的存在，不過有些應用希望有背隙。幾乎所有會正反轉的機械耦合元件都不希望有背隙，不過背隙的影響不大，也可以加以補償。許多應用中，理想上會希望沒有背隙，但在實務上為了避免元件卡死，仍需要少許的背隙。需要有背隙的原因是允許潤滑、可以允許一些機械公差、有負載時的撓度、以及热胀冷缩。

## 齿轮
齿轮組中影響背隙大小的因素有齒廓、齒距、齒厚、螺旋角、中心距的誤差以及齒輪擺動。若各參數的精度越高，其需要的背隙就越小。最常見出現背隙的原因是齒輪的齒在加工時，切削的深度比理想值要多，另一個引入背隙的方式是增加齒輪之間的中心距。
因為齿轮齒厚變化造成的背隙，一般會在節圓上量測，定義為：
{\displaystyle b_{t}=t_{i}-t_{a}\;}
其中
|                         | {\displaystyle b_{t}\;}          | = 因為齿轮齒厚變化造成的背隙 |
| {\displaystyle t_{i}\;} | = 節圓上理想齿轮的齒厚（無背隙） |                              |
| {\displaystyle t_{a}\;} | = 實際的齒厚                     |                              |

若是因為中心距變化，在節圓上造成的背隙，可以用以下方式定義：
{\displaystyle b_{c}=2\left(\Delta c\right)\tan \phi }
其中
|                            | {\displaystyle b_{c}\;}      | = 因為中心距變化造成的背隙 |
| {\displaystyle \Delta c\;} | = 理想中心距和實際中心距的差 |                            |
| {\displaystyle \phi \;}    | = 壓力角                     |                            |

標準的作法會讓兩個齒輪在齒厚位置各負責一半的背隙。不過若小齒輪比另一個齒輪小很多，通常會讓大齒輪負責所有的背隙，可以讓小齒輪有較高的強度。為了產生背隙，齒輪加工時需要額外切削一些材料，切削的量和壓力角有關。若壓力角是14.5°，切削的材料和背隙寬度相當，若壓力角為20°，切削的材料為0.73的背隙寬度。
根據經驗法則，平均背隙為0.04除以直徑節距（diametral pitch），最大背隙為0.05除以直徑節距，最小背隙為0.03除以直徑節距。
轮系中的背隙是由各個齒輪的背隙累加而成。在轮系反轉時，主動輪會先反轉，其他的齒輪才會依序反轉，當最後一個齒輪反轉時，主動輪已行進的角度即為背隙。在低功率輸出時，會因為背隙產生的小角度誤差，造成設備的不準確，若是大功率輸出，背隙產生的振動會使整個轮系振動，破壞齒輪的齒及其他零件。

## 消除背隙的設計
在一些應用中，不希望有背隙的特性，因此需要消除背隙，或將影響降到最低。

### 以定位為主，不需傳遞功率的齿輪組
最好的例子是類比收音機的調諧轉盤，可以來回旋轉，精準的調整到適當的頻率。特製的齒輪可以達到此一目的，最常見的作法是將齒輪分為二個齒輪，直徑和原來的相同，但齒輪厚度分別為原來的一半。，兩個齒輪安裝在同一個軸上，一個齒輪是固定在軸上（固定齒輪），另一個齒輪（活動齒輪）允許和軸的相對旋轉，但和固定齒輪之間用弹簧連接，在軸轉動時會加以施力。在經過背隙的過程中，會由弹簧的張力驅動活動齒輪旋轉，固定齒輪的齒會接觸到小齒輪齒的一側，而活動齒輪的齒會接觸到小齒輪齒的另外一側。若負載比彈簧的彈力要小，不會壓縮彈簧，也不會產生間隙，因此就消除了背隙。

### 定位和功率傳輸都很重要的導螺桿
在導螺桿中背隙的影響也很大。如同齿輪組的情形一樣，在反轉時機器會有一小段時間不動作，因此無法依所預期的準確傳遞動能，使設備運動。出現問題的不是齒輪的齒，而是螺紋。例如機床的線性滑軌就是這類的應用。
大部份數十年前機器的滑軌，其結構是簡單但精確的鑄鐵線性承壓面（例如燕尾滑塊或是方型滑塊），再配合Acme的導螺桿驅動。若是人工操作的工具機，操作人員補償背隙的方式是在要求精確定位的位置，用同一方向的行程來達到這些精確的位置。若機器已往左邊行進，但要移到較右邊的位置，機器會先往右行動，且超過原來要到達的位置，再往左邊行進，到原先要到達的位置。設定、刀具選用以及刀具工作路徑都會依此限制進行規劃。
另一個調整是由普通的螺母改為split螺母，其中半個螺母有調整過。讓和螺桿咬合時，一半的螺母接觸螺紋的左側，另一半的螺母接觸螺紋的右側。這個類似上述收音機旋鈕上分為二半的齒輪，兩半的齒輪分別在不同旋轉方向時產生推力。不過在導螺桿，split螺母的兩部份間不會有彈簧相連接，因為工具機在行進時會對螺母施很大的力，任何彈簧都會讓工具機產生顫振（chatter）。這種調整螺紋的split-nut-on-an-Acme-leadscrew設計，除非設計時調整的非常緊，不然無法消除所有的背隙。因此此作法還是需要配合上述的由相同轉向到達精確位置的作法。不過可以將背隙維持在很小的值（約是1-2千分之一英寸），在應用上比較方便，在一些非精準的應用中已經可以省略背隙。
数控机床（CNC）可以規劃成使用單方向到達（ always-approach-from-the-same-direction）的控制方式，不過現代CNC會使用降低背隙的split螺母，以及非梯形螺紋的導螺桿（例如滚珠丝杠）來消除背隙，因此不會使用單方向到達的控制方式。数控机床的導螺桿可以以任一方向到達需加工位置，不需特別以單一方向到達加工位置。
最簡單的数控机床（例如微車床或是人工-数控机床轉換）會利用nut-and-Acme-screw的驅動，可以透過程式規劃，修正每個軸的總背隙，因此機械的控制系統在變換方向時會自動多前進一段，來補償背隙的影響。這種程式化的「背隙補償」是便宜的作法，但專業級的数控机床會使用如上所述較高階的背隙消除裝置。因此可以用球头立铣刀進行3D造型，而立铣刀可以在許多方向移動，有固定的剛性，而且沒有延遲。
在机械计算机中會需要更複雜的裝置，稱為frontlash gearbox，其作法是在方向相反時，略為轉快一點，讓背隙可以趕快用完。
有些運動控制器中會包括背隙補償，其作法可以是直接加上一補償的行程，或是利用控制理论感知負載的位置。背隙的動態響應在本質上就是延遲，會讓位置環較不穩定，而且容易振盪。

## 應用
低精度的齒輪聯軸器會用背隙來克服輕微的角度偏差。不過要求高精度的應用（例如工具機）不允許背隙。可以用設計的方式縮小機械中的背隙，例如用滾珠螺桿取代螺桿，並且用預緊軸承。預緊軸承會用彈簧或是其他元件，使得就算是正反轉的條件下，聯軸器和軸仍然是有接觸的。
非同步變速的手動變速器一般會有較大的背隙，原因是刻意在大齒輪（也稱為爪形離合器）之間留下空隙。空隙可以讓駕駛或是電子設備可以使引擎速度和轉軸速度同步，進而較簡單的使齒輪嚙合。若是空隙較小，在許多組態下都會出現干涉，就無法使齒輪嚙合。同步變速器中的齒輪同時咬合裝置（synchromesh）解決了上述的問題。